# Región Inka
La Región Inka fue una de las doce regiones políticas creadas en el Perú mediante la Primera iniciativa de Regionalización, entre los años 1988 y 1992, durante el gobierno del Presidente Alan García Pérez. Fue integrada por las provincias de los actuales departamentos de Apurímac (salvo las de Andahuaylas y Chincheros), Cusco y Madre de Dios.